# Fédération des syndicats et organisations du travail arabes
La Fédération des syndicats et organisations du travail arabes (Ittihad al-Niqabat wa'l-Jam'iyyat al-'Arabiyya, connue par la suite sous le nom de Congrès des Travailleurs arabes) fut créé par des activistes marxistes menés par Bulus Farah (ancien membre du Parti communiste de Palestine) qui avaient quitté en 1942 la Société des Travailleurs arabes de Palestine. Dès la fin de l'année, elle avait atteint 1500 membres, comprenant des travailleurs du secteur pétrolier de la zone d'Haïfa, du port d'Haïfa, et du camp militaire britannique (Beinin, 2001, p. 124).
La Fédération se dédiait aux questions ouvrières et prétendait que la révolution socialiste comblerait les besoins des travailleurs en « libérant de la Palestine du joug impérialiste » (Younis, 2000, p. 67). Elle était l'alliée de la Ligue de libération nationale en Palestine.
Le journal de la Fédération, l'Al-Ittihad, était largement diffusé et lu par une écrasante majorité des ouvriers (Aruri, 1972, p. 34).
L'organisation fut interdite après l'annexion de la Jordanie de la Cisjordanie en 1950 (Connell, 2001, p. 237).